# (46731) Prieurblanc
(46731) Prieurblanc (1997 TB18) – planetoida z pasa głównego asteroid okrążająca Słońce w ciągu 5,13 lat w średniej odległości 2,97 au. Odkryta 4 października 1997 roku.